# Вознесенская мануфактура
Вознесенская мануфактура — текстильное предприятие Российской империи. Адрес: Московская область, город Красноармейск, улица Свердлова, 1.

## История
В 1834 году основатели фабрики — Василий Логинович и Семён Логинович Лепёшкины присмотрели на правом высокому берег реки Вори место для строительства будущей фабрики — Васильев луг, где и была заложена Вознесенская бумагопрядильная фабрика. Был построен рабочий корпус, в котором установлены 182 прядильных машины, 3 паровых двигателя и одно гидроколесо (турбина) в 25 лошадиных сил.
В 1853 году умер Семён, а в 1860 году — Василий. Фабрика перешла во владение Дмитрию Лепёшкину и получила новое название — Вознесенская мануфактура Семёна Лепешкина сыновей. В этом же году был запущен в работу ещё один рабочий корпус.
В 1878 году Дмитрий Семёнович Лепешкин продал фабрику компании английских промышленников с условием его участия как учредителя-пайщика вновь образованного товарищества. Таким образом стало существовать «Товарищество Вознесенская мануфактура Лепешкина сыновья». 4 мая 1883 году директором правления стал Егор Филиппович Миндер — действительный статский советник, инженер-механик по образованию. К концу 1870-х годов на фабрике работали: 5 паровых машин в 220 лошадиных сил, 66 мотальных машин в 44 тысячи веретен, 12 ватерных и крутильных машин в 27 тысяч веретен, 748 ткацких станков. Число рабочих достигло трёх тысяч человек. На территории фабричного поселка работали лавка, школа на 250 мест с 5-летним образованием, библиотека. Для проживания рабочих были построены Андреевская, Владимирская, Ивановская, Федоровская и Георгиевская казармы. Больница была введена в работу с 1847 года, а с 1910 года — родильный дом.
После Октябрьской революции фабрика была национализирована и перешла в собственность рабочих. Согласно сведениям в «Московском торгово-промышленном справочнике за 1923 год» фабрика носила название «Вознесенская мануфактура» и подчинялась Третему Государственному хлопчатобумажному тресту ВСНХ СССР. 16 марта 1919 года Совнарком РСФСР издал декрет «О потребительских кооперациях», согласно которому в 1921 году было образовано Вознесенское рабоче-крестьянское общество (называлось Закрытый рабочий кооператив).
В десятую годовщину Октябрьской революции фабрика получила название хлопчатобумажная прядильно-ткацкая фабрика имени Красной Армии и Флота (сокр. КРАФ). В 1932 году в СССР был создан Наркомат легкой промышленности РСФСР, и Красноармейская хлопчатобумажная прядильно-ткацкая фабрика перешла в ведение Наркомата легкой промышленности РСФСР. В 1934 году Наркомат легкой промышленности был ликвидирован, текстильные предприятия страны переданы Наркомату местной промышленности РСФСР.
В 1934—1939 годах на фабрике, отметившей своё столетие, была проведена реконструкция, в результате которой старое импортное оборудование, было заменено на новое отечественное, а также построены новые цеха. По окончании реконструкции предприятие было подчинено Московскому областному управлению Легкой промышленности Наркомата текстильной промышленности РСФСР. С марта 1944 года фабрика подчинялась Главному управлению прядильных предприятий (Главпряжа). После Великой Отечественной войны фабрика перешла в ведение Министерства текстильной промышленности РСФСР. В период с 1953 по 1965 год Красноармейская фабрика имени Красной Армии и Флота принадлежала различным государственным ведомствам, и в октябре 1965 года была подчинена 1-му Московскому Главному управлению хлопчатобумажной промышленности (Мосглавхлоппром) министерства легкой промышленности РСФСР. Через десять лет предприятие перешло в ведение Российского промышленного объединения по производству хлопчатобумажных технических тканей (Роспромтехноткань) Министерства текстильной промышленности РСФСР.

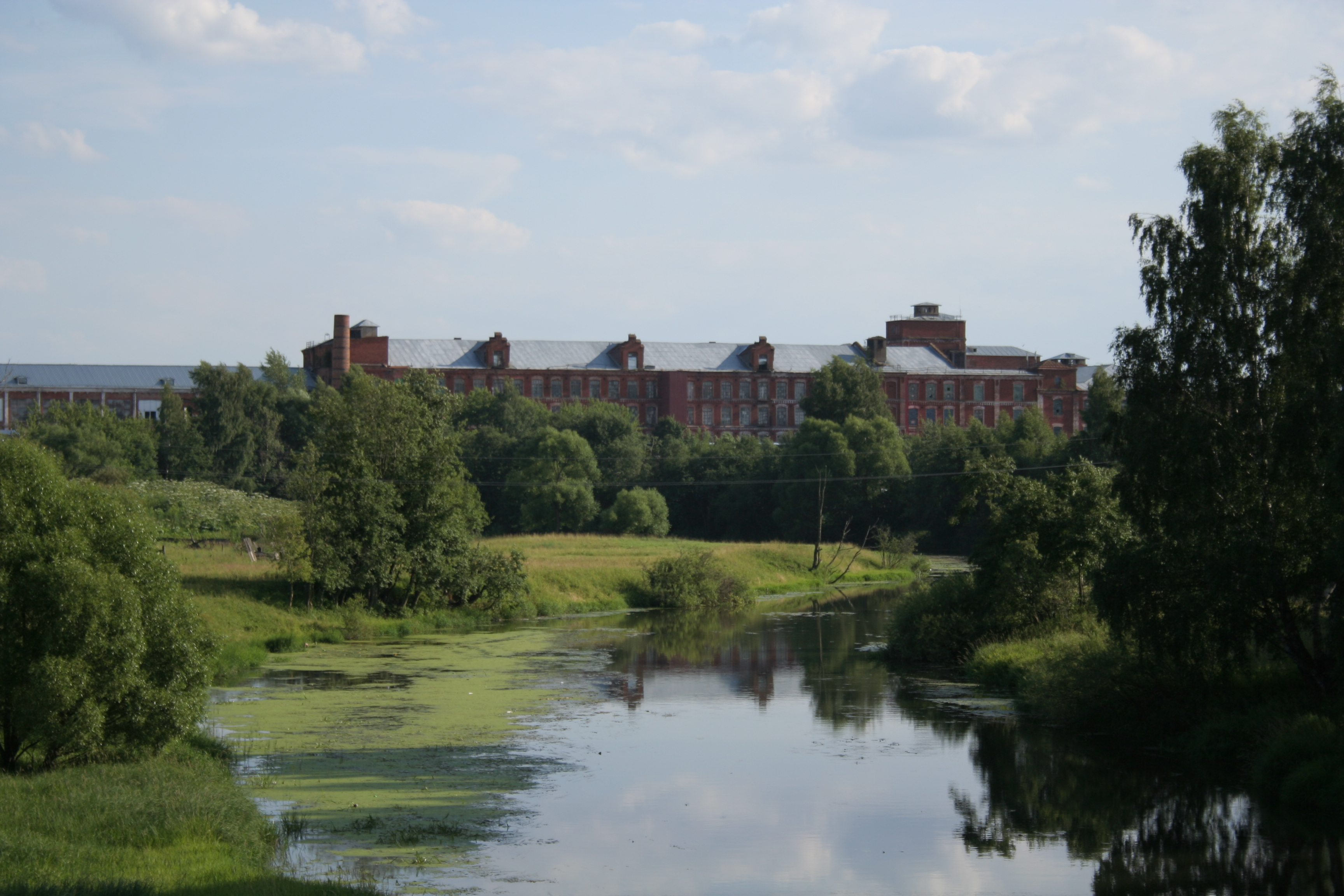
Фабричное здание в 2009 году

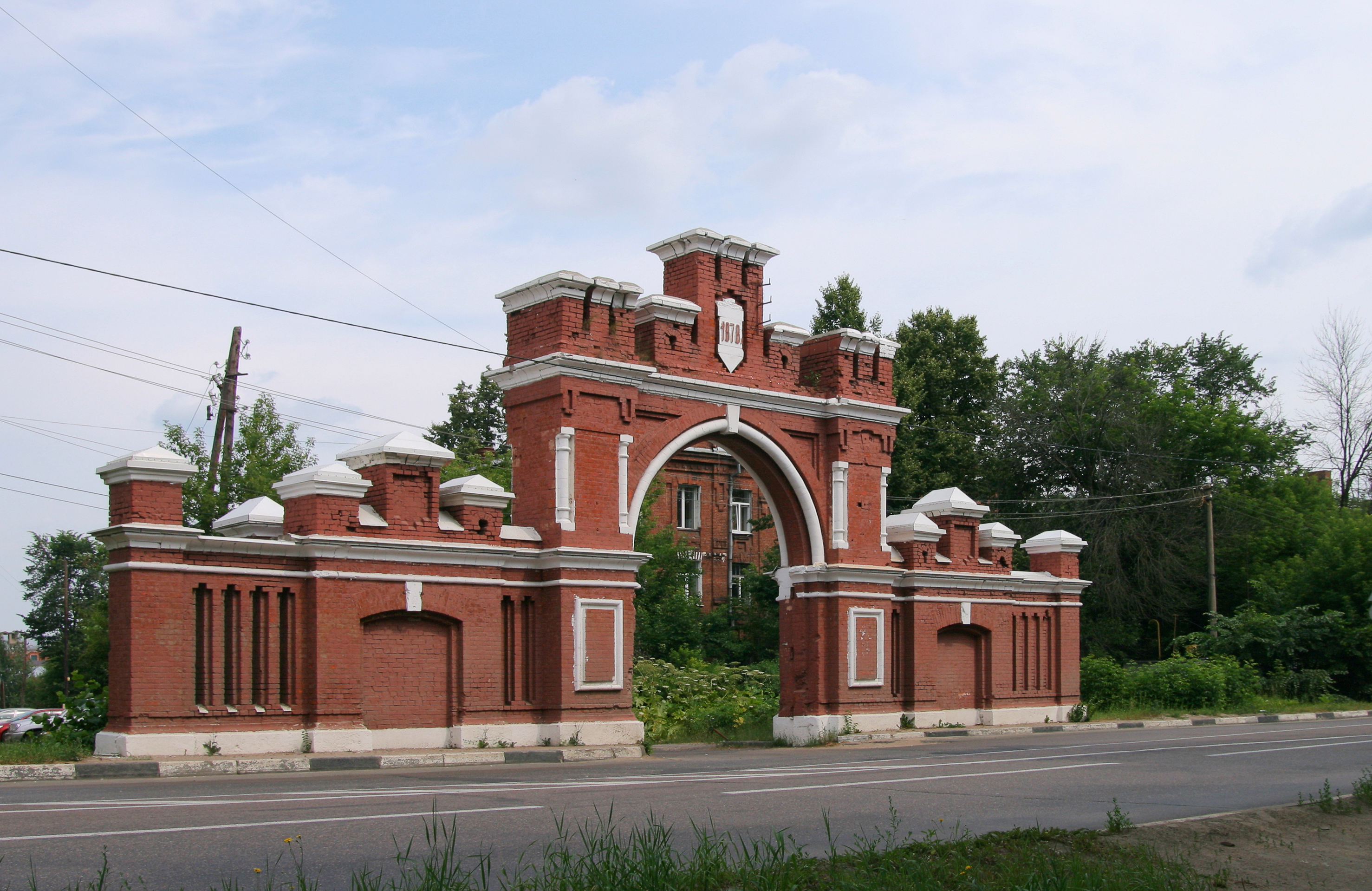
Ворота «Московские» Вознесенской мануфактуры

В 1988 году фабрика была подчинена непосредственно Министерству текстильной промышленности РСФСР. В 1990 году Министерство текстильной промышленности РСФСР было преобразовано в концерн «Ростекстиль». После распада СССР, в сентябре 1996 года, губернатор Московской области А. С. Тяжлов подписал постановление о передаче имущества фабрики из областной собственности в муниципальную. Таким образом город Красноармейск стал собственником имущественного комплекса фабрики. Затем предприятие было акционировано и стало называться «Красноармейская прядильно-ткацкая фабрика», в 2014 году была ликвидирована.
В здании городского дома культуры у Красных ворот расположен музей фабрики КРАФ. На главном здании фабрики установлены две памятные доски: академику М. К. Янгелю, работавшему на фабрике, а также тем труженикам КРАФ, которые работали на ней в годы Великой Отечественной войны.